# فولفغانغ مولر
فولفغانغ مولر (بالألمانية: Wolfgang Müller) (و. 1922 – 1960 م) هو ممثل، من ألمانيا، ولد في برلين، توفي عن عمر يناهز 38 عاماً بسبب حوادث طيران.

## وصلات خارجية
- فولفغانغ مولر على موقع IMDb (الإنجليزية)
- فولفغانغ مولر على موقع أول موفي (الإنجليزية)
- فولفغانغ مولر على موقع قاعدة بيانات الأفلام السويدية (السويدية)
- فولفغانغ مولر على موقع قاعدة بيانات الفيلم (الإنجليزية)
- فولفغانغ مولر على موقع كينوبويسك (الروسية)